# بورس سائو پائولو
بورس سائوپائولو (به اسپانیایی: São Paulo stock exchange) بازار بورس اوراق بهادار برزیل، مستقر در شهر سائوپائولو است، که در اواخر سال ۲۰۱۱ با ارزش بازاری معادل ۱٫۲ تریلیون دلار، در رتبه هشتم از بزرگترین بازارهای بورس جهان قرار گرفت.
پیشینه تأسیس بازار بورس اوراق بهادار سائوپائولو به سال ۱۸۹۰ بازمی‌گردد و در سال ۲۰۰۸ نیز در پی ادغام با بورس بی‌ام اند اف، توسعه یافت. در حال حاضر شمار ۳۸۱ شرکت در بورس سائوپائولو، به دادوستد اشتغال دارند و سهام خود را در این بازار بورس عرضه می‌نمایند. دفاتر بین‌المللی بورس سائوپائولو در شهرهای نیویورک، شانگهای و لندن مستقر می‌باشند.